# KBC Bank
KBC Group N.V. è la prima più grande banca belga per attività che si concentra su clienti individuali e piccole e medie imprese, il totale attivo della banca ha raggiunto 285,3 miliardi al 31 dicembre 2011. È una delle più grandi compagnie belghe ed è la seconda compagnia assicuratrice in Belgio. È la diciottesima banca più grande d'Europa (per capitalizzazione di mercato), impiega circa 52.000 persone in tutto il mondo, tra cui 31.000 nell'Europa centrale e orientale e in Russia e serve oltre 11 milioni di clienti in tutto il mondo (circa 8 milioni sono in Europa centrale e orientale).

## Storia
La Catholic Volksbank van Leuven, fondata nel 1889, fu uno dei primi predecessori della KBC Bank. Un altro predecessore fu il Bremer Vorschussverein, fondato nel 1889 e successivamente trasformato in Bankverein Bremen AG. Nel 1935, le banche Algemeene Bankvereeniging e Volksbank van Leuven si fusero con la Bank voor Handel en Nijverheid per creare la Kredietbank. La Kredietbank sarebbe stata l'unica istituzione finanziaria belga sotto il controllo fiammingo a sopravvivere alla crisi finanziaria della grande depressione degli anni '30. Fernand Collin, che divenne presidente nel 1938, concepì la strategia aziendale che avrebbe portato alla crescita della banca. Definì la Kredietbank come una banca indipendente con un carattere decisamente fiammingo, che sarebbe uno strumento per favorire la crescita economica fiamminga.
Durante la Seconda guerra mondiale, la banca sarebbe stata in grado di espandere le sue attività e far crescere i suoi depositi dalla classe media fiamminga. Dopo la guerra, a causa della ripresa economica, la Kredietbank, è la terza più grande banca in Belgio, è stata in grado di aumentare il numero di filiali operative nelle Fiandre. La strategia di crescita postbellica della banca, ha sottolineato l'espansione all'estero e lo sviluppo di servizi di gestione del portafoglio per gli investitori. La banca si espanse in Lussemburgo nel 1949 con la Kredietbank S.A. Luxembourgeoise e in Vallonia con l'istituzione del Crédit Général de Belgique nel 1961.
La Kredietbank si espanse anche nel Congo Belga. Fondò una filiale a Léopoldville nel 1952. Poi nel 1954 acquisì la Banque Congolaise pour l'Industrie, le Commerce et l'Agricolture e la ribattezzò Kredietbank-Congo, in definitiva aveva quattro filiali in Congo, a Léopoldville, Bukavu, Elizabethville e Stanleyville. A causa della situazione emergente dopo l'indipendenza del Congo Belga nel 1960, la banca ha interrotto le sue attività congolesi nel 1966.
Negli anni '60, spinta dalla crescente concorrenza, la banca ha lavorato all'espansione della propria rete di filiali e al miglioramento dei servizi per i consumatori. Nel 1966, la banca iniziò a costruire una rete di corrispondenti esteri e a creare delle filiali estere in un certo numero di paesi. Nel 1970, insieme ad altre sei istituzioni europee, Kredietbank istituì il Gruppo di banche Inter-Alpha. La Kredietbank N.V. Bruxelles ha acquisito la parte principale delle azioni dalla Bankverein Bremen AG nel 1982. La filiale di Brema è stata rinominata Kredietbank-Bankverein AG nel 1990.
Nel 1998, la Kredietbank si è fusa con due istituti finanziari originariamente della Boerenbond (Associazione belga degli agricoltori cattolici), della ABB-assicurazioni (Assurances du Boerenbond Belge) e della CERA (Centrale Raiffeisenkas), per formare la ' KBC Bank and Insurance Holding Company '. Da allora, il gruppo ha notevolmente ampliato le proprie attività, principalmente nell'Europa centrale e orientale. Nel 2005, KBC ha stabilito un'altra pietra miliare fondendosi con la sua società madre, Almanij, e cambiando il suo nome in KBC Groep NV.
Negli ultimi 2 decenni, KBC ha acquisito una forte presenza in molti dei paesi che hanno aderito all'UE il 1º maggio 2004. Più recentemente (2007), KBC ha effettuato acquisizioni in Bulgaria (DZI Insurance, DZI Invest e EIBANK), Romania (KBC Securities Romania, Romstal Leasing e INK Insurance Broker), Russia (Absolut Bank), Serbia (KBC Banka e Senzal, che divenne KBC Securities AD Beograd, Hipobroker, che divenne KBC Broker e Bastion, che divenne KBC Securities Corporate Finance) e Slovacchia (Istrobanka).
Dopo aver ricevuto il sostegno del governo durante la crisi finanziaria, la banca ha avviato un programma di disinvestimento per soddisfare i requisiti della Commissione europea. Come tale, ha venduto diverse filiali, tra cui Centea, Fidea, Kredyt Bank, ADB, KBC Deutschland, Absolut Bank e KBL epb (Krediet Bank Luxembourgeoise), la sua rete di filiali europee di private banking. Il programma di cessione è stato completato nel 2014 e gli aiuti di Stato sono interamente rimborsati entro il 2015, cinque anni prima del calendario concordato.
Il gruppo ora si concentra sui suoi sei paesi principali: Belgio, Repubblica ceca, Slovacchia, Ungheria, Bulgaria e Irlanda.

## Investimento nel carbone
KBC è stata criticata per le sue politiche di investimento relative ai combustibili fossili. Secondo un rapporto del 2015 della ONG belga, Fairfin KBC ha investito 2,4 miliardi di dollari tra il 2004 e il 2014 attraverso prestiti e emettendo azioni e obbligazioni. Al contrario, il denaro stanziato per le energie rinnovabili era di soli 929 milioni di dollari.
Quando KBC ha rivisto la sua politica di sostenibilità nel 2016, la Rete globale di organizzazioni non governative che hanno collaborato nel settore private banking e della sostenibilità, Banktrack ha pubblicato un'analisi che riconosce i progressi compiuti sui combustibili fossili, criticando l'eccezione per la Repubblica ceca dove la banca continua a finanziare il carbone, affermando che "la nuova restrizione generale sul carbone è positiva, tuttavia l'eccezione applicata alle società carboniere ceche".
Nel 2017 la Coalizione belga per il clima ha pubblicato un rapporto che tracciava gli investimenti in combustibili fossili delle quattro principali banche in Belgio (KBC, ING, BNP Paribas e Belfius). In questo rapporto hanno attaccato l'eccezione anche per la Repubblica ceca, affermando che "le eccezioni per le attività del carbone nella Repubblica Ceca non sono conformi alle rigide scadenze imposte dalla scienza del clima".